# ZCCHC8
ZCCHC8‏ (Zinc finger CCHC-type containing 8) هوَ بروتين يُشَفر بواسطة جين ZCCHC8 في الإنسان.